# Rambla de Volart
La Rambla de Volart és una rambla de Barcelona que es troba als districtes d'Horta-Guinardó i Sant Martí. Està dedicada a Joaquim Volart i Pou, notari que atorgà l'escriptura de venda dels terrenys que havien d'urbanitzar-se per obrir uns carrers, un dels quals era la mateixa rambla, oberta l'any 1896. Antigament s'ha anomenat Carrer de Ampúrias, Guinardó i Ignacio Iglesias, aquest últim però no va tenir efectivitat.

## Història
A final del XIX, la rambla va ser un punt d'accés a barri de muntanya del poble de Sant Martí de Provençals pujant per l'antic camí del Guinardó que se situava on actualment trobem la Rambla Volart.
Salvador Riera i Giralt, un ric comerciant de Sant Martí de Provençals, va comprar el Mas Guinardó el 18 de juny de 1894 que havia estat propietat de la família Sentmenat des de 1652 quan, acabada la 'Guerra dels Segadors', la va heretar Manel de Sentmenat, marquès de Castelldosrius (1651-1710), noble català amb una ampla carrera militar i política. El 22 de juliol de 1895 Riera va presentar a l'Ajuntament de Sant Martí un projecte i memòria per urbanitzar la propietat que va comptar amb l'oposició dels propietaris de Mas Viladomat. El litigi es va soluciona amb l'absorció d'aquest mas per part de Riera i l'aprovació de nous projectes a partir del 19 de febrer de 1897.
Segons el nomenclàtor de carrers de Barcelona es va obrir el 1896 i va rebre el nom de carrer Ampurias. En els primers temps va ser un lloc on les famílies benestants de Barcelona fugien de la insalubritat que es vivia al nucli antic de la ciutat.
El 1897 Sant Martí és agregat a Barcelonai es va urbanitzant progressivament. Cap el 1903 l'arquitecte Joan Maymó Cabanellasconstrueix la casa modernista Josep Marfany encara avui dempeus.
El 1915 s'instal·la la clínica Institut Mèdic Pedagògic del dr José Córdoba Rodriguez dedicat a la discapacitat intel·lectual
L'any 1928, comencen a instal·lar-se establiments emblemàtics com la bodega La Bohèmia al núm. 39 de la Rambla Volart, que després es va convertir en la cervesera DAMM.